# Bósnia e Herzegovina nos Jogos Olímpicos de Verão de 2024
Bósnia e Herzegovina participou dos Jogos Olímpicos de Verão de 2024, realizados em Paris, na França. Foi a nona aparição consecutiva do país nos Jogos Olímpicos de Verão desde a estreia em Barcelona 1992.
Foi representado por cinco atletas que competiram no atletismo, judô e natação, mas nenhum conquistou medalhas.

## Competidores
Esta foi a participação por modalidade nesta edição:
| Esporte   | Masculino | Feminino | Total |
| --------- | --------- | -------- | ----- |
| Atletismo | 1         | 0        | 1     |
| Judô      | 0         | 2        | 2     |
| Natação   | 1         | 1        | 2     |
| Total     | 2         | 3        | 5     |

## Desempenho

### Atletismo
Masculino
Eventos de campo
| Atleta      | Evento            | Qualificação | Qualificação | Final       | Final       | Ref.  |
| Atleta      | Evento            | Marca        | Pos.         | Marca       | Pos.        | Ref.  |
| ----------- | ----------------- | ------------ | ------------ | ----------- | ----------- | ----- |
| Mesud Pezer | Arremesso de peso | 19.03        | 26           | Não avançou | Não avançou | [ 5 ] |

### Judô
Feminino
| Atleta               | Evento        | Primeira fase         | Oitavas                 | Quartas              | Semifinais           | Repescagem           | Final / DB           | Final / DB | Ref.  |
| Atleta               | Evento        | Adversário Resultado  | Adversário Resultado    | Adversário Resultado | Adversário Resultado | Adversário Resultado | Adversário Resultado | Pos.       | Ref.  |
| -------------------- | ------------- | --------------------- | ----------------------- | -------------------- | -------------------- | -------------------- | -------------------- | ---------- | ----- |
| Aleksandra Samardžić | Até 70 kg     | DEN L Olsen V 10–00   | NED S van Dijke D 00–10 | Não avançou          | Não avançou          | Não avançou          | Não avançou          | =9         | [ 6 ] |
| Larisa Cerić         | Mais de 78 kg | NZL S Andrews V 10–00 | POR R Nunes V 10–00     | FRA R Dicko D 00–10  | Bye                  | KOR Kim H-y D 00–01  | Não avançou          | =7         | [ 7 ] |

### Natação
Masculino
| Atleta      | Evento      | Eliminatórias | Eliminatórias | Semifinal | Semifinal | Final       | Final       | Ref.  |
| Atleta      | Evento      | Tempo         | Pos.          | Tempo     | Pos.      | Tempo       | Pos.        | Ref.  |
| ----------- | ----------- | ------------- | ------------- | --------- | --------- | ----------- | ----------- | ----- |
| Jovan Lekić | 400 m livre | 3:57.90       | 30            | —         | —         | Não avançou | Não avançou | [ 8 ] |

Feminino
| Atleta     | Evento          | Eliminatórias | Eliminatórias | Semifinal   | Semifinal   | Final       | Final       | Ref.  |
| Atleta     | Evento          | Tempo         | Pos.          | Tempo       | Pos.        | Tempo       | Pos.        | Ref.  |
| ---------- | --------------- | ------------- | ------------- | ----------- | ----------- | ----------- | ----------- | ----- |
| Lana Pudar | 100 m borboleta | 57.97         | 17            | Não avançou | Não avançou | Não avançou | Não avançou | [ 9 ] |
| Lana Pudar | 200 m borboleta | 2:09.32       | 12 Q          | 2:08.74     | 12          | Não avançou | Não avançou | [ 9 ] |